# 上條頌
上條 頌（かみじょう しょう、1985年6月27日 - ）は、日本のギタリスト、作曲家である。

## 人物
愛知県新城市出身。20歳の時にロサンゼルスへ渡りDoc Powellに弟子入り。約2年学んだのち、2007年に上京し音楽活動を始める。
三浦大知、May  J.、GENERATIONS from EXILE TRIBE、w-inds.、超特急、西島隆弘、ゴスペラーズ、Mhiro、EXILE、絢香、三代目 J SOUL BROTHERS from EXILE TRIBE、倖田來未、BoA、AI、清水翔太、JUJU、CHEMISTRY、加藤ミリヤ、Joepaceらのツアー・ライブサポート、レコーディングに参加している。
2019年4月より長野市芸術館レジデントプロデューサーに就任。

## ディスコグラフィー

### アルバム
1. Let’s Go Together（2015年2月25日、rhythm zone）